# Adnan Sezgin
Adnan Sezgin (Malatya, 28 januari 1954) is een Turks ex-profvoetballer. Hij speelde voetbal in de jaren 70 en jaren 80 bij clubs als Ankaragücü, Adana Demirspor en San Jose Earthquakes. Hij won de UEFA Cup met Galatasaray als voorzitter.